# Drosophila angustibucca
Drosophila angustibucca är en tvåvingeart som beskrevs av Oswald Duda 1925. Drosophila angustibucca ingår i släktet Drosophila och familjen daggflugor.
Artens utbredningsområde är Costa Rica och Panama.